# 토비맥
토비 매키언(Toby McKeehan, 1964년 10월 22일 ~ )은 토비맥(tobyMac)이라는 예명으로 잘 알려진 미국의 래퍼이다.